# Drymonia strigosa
Drymonia strigosa là một loài thực vật có hoa trong họ Tai voi. Loài này được (Oerst.) Wiehler mô tả khoa học đầu tiên năm 1971.